# (4544) Xanthos
(4544) Xanthos ou (4544) Xanthus est un astéroïde Apollon découvert le 31 mars 1989 par H. E. Holt et N. G. Thomas à l'observatoire Palomar.
L'astéroïde a été nommé d’après un autre nom du dieu grec Apollon.